# Affaire Mohamed Medjahed
 (novembre 2019).
L'affaire Mohamed Medjahed qui était appelée affaire Sophie Berkmans avant que l'auteur de ce crime ne soit condamné, est une affaire criminelle française, dans laquelle Sophie Berkmans, rhumatologue, a été tuée à Valenciennes le 7 octobre 2002, par Mohamed Medjahed. Il a été condamné le mercredi 8 juin 2011, par la cour d'assises du Nord à trente années de réclusion criminelle avec une période de sûreté de 18 ans.

## Circonstances de la mort, enquête et condamnation
Le 7 octobre 2002, Sophie Berkmans, 41 ans, a été retrouvée égorgée dans son cabinet de rhumatologie, situé rue Carnot à Valenciennes. Son cou présentait également des traces de strangulation, et son visage des traces de coups. Sa jupe était relevée, son collant et sa culotte abaissés, les enquêteurs n'avaient pas constaté de viol. Deux fragments d'ongles appartenant à Mohamed Medjahed avaient été retrouvés dans des flaques de sang dans lesquelles baignait le corps de la victime.
Mohamed Medjahed est un marginal de 52 ans, divorcé et père de trois enfants. Il a été interpellé en avril 2008, confondu par son ADN, prélevé à la suite d'une affaire de dégradation de véhicules commise au quartier de La Sentinelle.
Ses empreintes génétiques correspondent à des morceaux d'ongles retrouvés sur la scène de crime, dans le sang de la victime égorgée dans son cabinet, c'est cet élément qui a été déterminant durant les débats, et qui a finalement forgé l'intime conviction de la cour d'assises de Douai.
La cour s'était penchée sur la personnalité de Mohamed Medjahed, déjà condamné en 1982 par la cour d'assises du Nord pour des violences volontaires sur une jeune femme. Décrit comme solitaire, égoïste, renfermé, mais pas comme violent, ce maçon a nié les faits qui lui sont reprochés. Il est condamné à une peine de 30 ans de réclusion.

## Articles de presse
- « La rhumatologue avait été sauvagement tuée » Article publié le 6 juin 2011 dans Le Parisien.
- « Meurtre de Sophie Berkmans : Mohamed Medjahed condamné à trente années de réclusion » Article publié le 8 juin 2011 dans L'Observateur du Valenciennois.
- « Mohamed Medjahed fait appel » Article publié le 17 juin 2011 dans 20 minutes.
- « Condamné pour l'agression d'une rhumato, il se désiste en appel » Article publié le 12 septembre 2012 dans Le Généraliste.

## Documentaires télévisés et radiophoniques
- « Sophie Berkmans, Le meurtre de la rhumatologue » le 15 septembre 2013 dans Faites entrer l'accusé présenté par  Frédérique Lantieri sur France 2.
- « Qui a tué la rhumatologue ? » (troisième reportage) dans « ... dans le Nord » le 12, 19 et 27 janvier 2015 et le 31 mai 2016 dans Crimes sur NRJ 12.
- « Le meurtre de la rhumatologue » le 19 mars 2015 dans L'Heure du crime de Jacques Pradel sur RTL.